# Pärispea
Pärispea falu Észtország Harju megyéjében. Közigazgatásilag Kuusalu községhez tartozik. A Finn-öbölhöz tartozó Hara-öböl partján, Pärispea-félsziget északi részén fekszik. Ez Észtország szárazföldi rézének legészakibb települése. Lakossága 2011. január 1-jén 93 fő volt. A hideg időszakban csak mintegy 70-en lakják.

## Népesség
A település népessége az utóbbi években az alábbi módon alakult:
| Lakosok száma | 93   | 90   | 92   | 94   |
|               | 2011 | 2019 | 2020 | 2021 |